# Nevsky Prospects
Este artículo trata sobre la editorial española; para la avenida de San Petersburgo, véase Nevski Prospekt.
Nevsky Prospects es una editorial española con sede Madrid centrada en la traducción y edición de obras de la literatura rusa, presentada formalmente el 10 de noviembre de 2009. Al mando de la empresa se encuentran James Womack y Marian Womack.

## Obras editadas
- Historias de Belkin de Aleksandr Pushkin. Prólogo de Philip Bullock. ISBN 978-84-937466-0-5
- Rusia gótica de Varios autores. Prólogo de Espido Freire. ISBN 978-84-937466-1-2
- La mujer de otro hombre y su marido debajo de la cama de Fiódor Dostoyevski. Prólogo de Elvira Navarro. ISBN 978-84-937466-2-9
- Estrella Roja de Alexander Bogdanov. Prólogo de Edmund Griffiths. ISBN 978-84-937466-3-6
- Memorias literarias de Dmitri Grigorovich. Traducción de Joaquín Torquemada Sánchez. Prólogo de Andrés Santana Arribas. ISBN 978-84-937466-4-3
- Aelita de Alexei Tolstoi. Prólogo de Félix J. Palma. ISBN 978-84-937466-5-0
- Yo, Kótik Letáiev de Andrei Bieli. Traducción de María García Barris. Introducción de James Womack. ISBN 978-84-937466-9-8
- El Duende del hogar de Nadezhda Teffi. Prólogo de Almudena Guzmán. ISBN 978-84-937466-6-7
- El final de Rasputin de Feliks Feliksovich Yusúpov. Traducción de Marta Sánchez-Nieves. Prólogo de Patricia Esteban Erlés. Postfacio de Luis Antonio de Villena. ISBN 978-84-937466-7-4
- El día de año nuevo de Vladimir Fiodorovich Odoievski. Prólogo de Luis Alberto de Cuenca. ISBN 978-84-937466-8-1
- Salmo, y otros cuentos inéditos de Mijaíl Bulgákov. Traducción de Raquel Marqués García. Prólogo de Jesús Palacios. ISBN 978-84-938246-1-7
- Una noche con Claire de Gaito Gazdánov. Traducción de María García Barris. Prólogo de Patricio Pron. ISBN 978-84-938246-3-1
- El lunes empieza el sábado de Arkadi y Borís Strugatski. Traducción de Raquel Marqués García. Prólogo de Sofía Rhei. ISBN 978-84-938246-5-5
- Primer amor de Iván Turguénev. Epílogo de Henry James.
- El duelo de Aleksánder Kuprín. Traducción de Gonzalo Guillén Monje. Prólogo de James Womack.
- Sulamita de Aleksánder Kuprín. Traducción de Gonzalo Guillén Monje. Ilustraciones de Alfonso Rodríguez Barrea.
- El zoo trágico de Lidia Zinovíeva-Anníbal. Traducción de Vladímir Aly.
- Una edad difícil de Anna Starobinets. Traducción de Raquel Marqués García. Prólogo de Ismael Martínez Biurrun.
- La familia Golovliov de Mijaíl Saltykov Schedrín. Traducción de María García Barris. Prólogo de Juan Soto Ivars.
- El vivo de Anna Starobinets. Traducción de Raquel Marqués García. Prólogo de Julián Díez.
- El ingeniero Menni de Alexandr Bogdánov. 2016. ISBN 978-84-944555-9-9

### Colección Perspectivas
- Chéjov comentado, con cuentos de Antón Chéjov y comentarios de Jon Bilbao, Matías Candeira, Luis Alberto de Cuenca, Oscar Esquivias, Ignacio Ferrando, Hipólito G. Navarro, Víctor García Antón, Eduardo Halfon, Salvador Luis, Juan Carlos Márquez, Ricardo Menéndez Salmón, Elvira Navarro, Marta Rebón, Care Santos, Eloy Tizón y Paul Viejo. Edición y prólogo de Sergi Bellver. ISBN 978-84-938246-0-0
- La flor roja de Vsévolod Garshín. Ilustraciones de Sara Morante. ISBN 978-84-938246-2-4
- El puercoespín de Julian Barnes. Introducción de Víctor Andresco. ISBN 978-84-938246-4-8
- Rusia imaginada. Edición y epílogo de Care Santos, con cuentos de Óscar Esquivias, Marta Sanz, Jon Bilbao, Berta Vias Mahou, Víctor Andresco, Esther García Llovet, Espido Freire, Daniel Sánchez Pardos, Pilar Adón y Marian Womack. ISBN 978-84-938246-7-9

## Premios
- Las ilustraciones de la obra de Vsévolod Garshin "La flor roja", a cargo de la ilustradora Sara Morante, resultaron ganadoras del Premio Euskadi de Ilustración 2012 el 30 de octubre de 2012.
- El diseño del libro de Sergi Bellver (ed.) "Chéjov Comentado", a cargo de Zuri Negrín, fue seleccionado entre los finalistas de los Premios Visual 2012.
- La traducción de la obra de Gaito Gazdánov Una noche con Claire, a cargo de la traductora María García Barris, fue distinguida con una mención especial del jurado en el Premio de Traducción Borís Yeltsin de Literatura Rusa en España en marzo del 2012.
- La traducción de la obra de Andréi Bieli Yo, Kótik Letáiev, a cargo de la traductora María García Barris, fue distinguida con una mención especial del jurado en el Premio de Traducción Borís Yeltsin de Literatura Rusa en España en noviembre del 2010.